# Anthurium subaequans
Anthurium subaequans är en kallaväxtart som beskrevs av Thomas Bernard Croat och Oberle. Anthurium subaequans ingår i släktet Anthurium och familjen kallaväxter. Inga underarter finns listade.